# Lac d'Entr'Aigues
Le lac d'Entr'Aigues est un lac de l'île principale des îles Kerguelen dans les Terres australes et antarctiques françaises (TAAF).

## Toponymie
Le lac doit son nom à une commune du Dauphiné.

## Géographie
Le lac d'Entr'Aigues est situé sur le plateau Central, en aval du val d'Entr'Aigues à 92 mètres d'altitude. Il occupe la moitié de la longueur de la vallée, soit plus de 10 km. Avec une superficie de 8,3 km2, il est avec le lac Bontemps le deuxième plus grand lac de l'archipel après le lac Marville. Il est alimenté essentiellement par deux rivières : celle du val d'EntrAigues à l'ouest et celle du val de Rhèmes au sud-ouest. Les eaux du lac se déversent à l'est par un cours émissaire d'environ 1 km dans le lac d'Hermance. 
Géologiquement, le lac est situé dans une entaille du plateau Central. Il parait en grande partie bordé par deux failles, l'une sur sa rive nord, l'autre sur la rive sud. Ce fossé recoupe des basaltes en plateau formé de couches subhorizontales, issues d'un volcanisme fissural. 